# 1995年魁北克公民投票
1995年魁北克公民投票是第二次就魁北克應否脫離加拿大成為獨立國家而舉行的公民投票。此公投於1995年10月30日舉行，49.42%選民認同魁北克應脫離加拿大，50.58%選民反對，反對獨立方險勝。

## 背景
首次有關魁北克前途的公投於1980年舉行，統派和獨派選民分別佔59.56%和40.44%。兩年之後，加拿大自由黨政府於1982年向英國取回立憲權。嚴格來說，法律容許聯邦政府單方面尋求修改加拿大宪法，但加拿大最高法院在《關於修訂憲法的決議的轉介》中裁定總理杜魯多須向各省諮詢並尋求各省的同意才可進行修憲程序。
各省省長本來同聲反對修憲，但經過雙方長期角力下，聯邦政府終與九省省長達成協議。然而，九省省長沒有就協議内容諮詢時任魁北克省長瑞內·勒維克，勒維克因此拒絕在《1982年憲法法令》上署名。縱使如此，加拿大憲法的修訂部分在魁北克仍然有效。勒維克又預告繞過魁北克來進行修憲程序會令加拿大面臨嚴重後果。
《1982年憲法法案》生效後，加拿大進步保守黨政府分別於1987年和1992年提出米治湖協定和夏洛特頓協定，試圖說服魁北克接受1982年新憲，但兩項協定皆被否決。與此同時，魁北克内支持獨立的呼聲亦有所上升。
1990年，總理梅隆尼内閣中任廳長的布薩帶領一批同樣來自魁北克的自由黨和進步保守黨國會議員籌組魁人政團，以爭取魁北克獨立。魁人政團在1993年加拿大聯邦大選中贏取54席，成為加拿大國會下議院第二大黨成為官方反對黨，上屆執政黨進步保守黨席位從156席減少至只有2席。多年來一直反對魁北克獨立的執政自由黨，在魁北克以外的議題選擇與進步保守黨脫離出來的改革黨合作，並堅決反對魁北克獨立。
另外，主張魁獨的省級政黨魁北克人黨亦於1994年魁北克大選後重拾執政黨地位。黨魁巴里素成為省長後承諾會於任期内就魁北克前途舉行公投。

## 公投内容
巴里素成為省長一年後，於1995年9月7日公佈公投内容，而公投則於同年10月30日舉行。

法語版公投問題為：

"Acceptez-vous que le Québec devienne souverain, après avoir offert formellement au Canada un nouveau partenariat économique et politique, dans le cadre du projet de loi sur l'avenir du Québec et de l'entente signée le 12 juin 1995?"

英語版公投問題為：

"Do you agree that Québec should become sovereign after having made a formal offer to Canada for a new economic and political partnership within the scope of the bill respecting the future of Québec and of the agreement signed on June 12, 1995?"

原住民社區内的選票並以該社區通用的原住民語言來發問該問題。
問題中文翻譯為：

「你是否同意魁北克應在有關魁北克前途法案以及於1995年6月12日簽署的協定所確立的範圍下，正式向加拿大提出締結一個新的經濟和政治夥伴關係，並在此後成為一個主權國家？」

問題中「於1995年6月12日簽署的協定」所指的是由巴里素、布薩和魁北克民主行動黨黨魁杜蒙聯署的《有關主權問題的三方協定》。該協定列出他們三人就魁北克和加拿大之間的夥伴關係（包括共同政治及經濟機關）所提出的建議，其内容並於公投舉行前數周郵寄予所有魁北克選民。
一項於公投舉行前一個月進行的民意調查顯示超過28%魁北克選民以為公投若通過的話，魁北克只會在加拿大聯邦内爭取更佳待遇，而魁北克民眾亦仍可繼續持有加拿大護照和參與加拿大國會下議院選舉。部分統派人士認為在魁北克以外沒有一位加拿大政治領袖曾表示有興趣與一個獨立的魁北克磋商建立夥伴關係，因此在公投内提及相關建議令公投問題有欠清晰。

## 結果
50.58%選民投反對票，49.42%選民則投贊成票，統派以些微票數險勝獨派，兩者間的距離亦較1980年公投為小。5,087,009名魁北克選民在公投中投票，投票率達94%。法語魁北克人中有約60%支持魁獨，但人口稠密的滿地可島西部則傾向統派。此外，北部偏遠地區、渥太華河地區和東部鄉鎮的大部分居民亦投反對票。公投在魁北克國民議會的125個選區中獲81個選區通過，但這些選區多數位於人口較少的地區。除了原住民地區外，反對票主要來自市區，特別是在最大城市蒙特利爾。
| 贊成： 2,308,360 (49.4%) | 反對： 2,362,648 (50.6%) |
| ▲                        |                          |

## 外部連結
- Le Directeur Général des Élections du Québec（页面存档备份，存于）
- CBC Digital Archives – Separation Anxiety: The 1995 Quebec Referendum（页面存档备份，存于）